# Пинто, Игнатиус
Игнатиус Пол Пинто (Ignatius Paul Pinto) (18 мая 1925, Бантваль, Британская Индия — 8 февраля 2023, Бангалор) — индийский католический прелат, архиепископ Бангалора.

## Биография
Учился в Колледже Святого Иосифа в Бангалоре, Колледже Лойолы в Мадрасе, изучал философию и католическую теологию в священнической семинарии Святой Марии в Бангалоре и папской семинарии в Канди (Цейлон).
24 августа 1952 года принял священнический сан. Служил в различных храмах Бангалорской епархии. В 1953—1954 и 1956—1957 годах личный секретарь епископа Бангалора Томаса Потакамюри. В 1957—1960 годах учился в Мадрасе на курсах по управлению персоналом. В 1961—1961 годах канцлер курии и секретарь архиепископа Бангалора.
Директор школы Святого Иосифа в Бангалоре (1961—1970) и юниорского колледжа Святого Алоизия в пригороде Кокс-Таун (1971—1978).
В 1978—1986 годах священник кафедрального собора Святого Франциска Ксаверия. В 1986 году в период, когда должность архиепископа была вакантной, — администратор диоцеза.
Папа Иоанн Павел II назначил его 14 ноября 1988 года первым епископом Шимоги. Посвящён в сан 31 января 1989 года архиепископом Бангалора Альфонсусом Матиасом, которому сослужили епископ Чикмагалура Джон Батист Секейра и епископ Калькутты Максвелл Валентайн Норона. Церемония проходила в кафедральном соборе Sacred Heart (Пресвятое Сердце).
В 1994—1998 годах генеральный секретарь Индийской епископской конференции.
10 сентября 1998 года назначен архиепископом Бангалора, вступил в должность 25 ноября.
Сложил полномочия 22 июля 2004 года в связи с возрастом.
Умер 8 февраля 2023 года в доме для престарелых. Похоронен в кафедральном соборе Святого Франциска Ксаверия.